# Нижня Татья
Нижня Татья́ (рос. Нижняя Татья, башк. Түбән Таҡыя) — присілок у складі Краснокамського району Башкортостану, Росія. Входить до складу Шушнурської сільської ради.
Населення — 235 осіб (2010; 280 у 2002).
Національний склад:
- марійці — 99 %